# 毛艺
毛艺（1999年9月16日—），江西省瑞金市叶坪乡石园村人，中國女子體操運動員，強項是自由體操。

## 簡歷
毛艺祖籍江西瑞金，由於父母在沈阳打工，她从小便跟随父母在當地生活。她在小时候已很具天賦，无师自通就学会了翻筋斗、一字马、下腰等动作，而且做得非常到位。5岁那年，父母在邻居建议下將她送到沈阳的体操训练机构培训。2013年全运会之后，辽宁队瀕臨解散，毛艺其後辗转去过兩个地方队，最後選擇了上海。
毛艺在2015年2月进入中国国家队。在进国家队7个月後，她就以奇兵的姿态登上了2015年世界競技體操錦標賽的舞台。